# Station Maarn
Station Maarn is een spoorwegstation in Maarn (gemeente Utrechtse Heuvelrug), gelegen langs de Rhijnspoorweg. Het station bevindt zich tussen de stations Driebergen-Zeist en Veenendaal-De Klomp. Het station werd geopend in 1845 en in 1972 een kilometer naar het oosten verplaatst. Er stoppen in de spits vier, en buiten de spits twee, treinen per uur voor de richtingen Veenendaal Centrum en Utrecht Centraal. Reizigers naar Arnhem moeten terugreizen naar Driebergen-Zeist om aldaar over te stappen. Circa 7 kilometers ten oosten van het station takt de Veenendaallijn zich af.

## Geschiedenis
Station Maarn werd geopend op 15 maart 1845, gelijktijdig met de oplevering van de sectie Driebergen - Veenendaal. Voor de aanleg werd een deel van de Utrechtse Heuvelrug afgegraven ter hoogte van het huidige zwerfsteneneiland. Station Maarn was in de beginjaren niet meer dan een stopplaats. Uitsluitend de eerste en laatste trein van de dag stopten in Maarn, en dan alleen op tijdig verzoek. Op 18 mei 1892 werd Maarn een volwaardig station, compleet met emplacement. In 1865 werd nabij het station, ten behoeve van de andere spoorwerken, een zandafgraving, de Zanderij Maarn, gestart. Deze zandafgraving is tot 1990 in bedrijf geweest. Nabij station Maarn werd in 1901 een uitgebreid rangeerterrein aangelegd. In de Eerste Wereldoorlog werd dit rangeerterrein verder uitgebreid. Sedert 1918 was het rangeerterrein het centrale punt voor de af- en aanvoer van goederen in Midden-Nederland. Het rangeerterrein was tot 1933 in bedrijf. Anno 2013 bestaat het rangeerterrein gedeeltelijk nog, maar wordt weinig meer gebruikt.
Het station werd in 1895 en 1910 uitgebreid. Vanaf 1910 omvatte het station een dienstwoning, ruimten voor de stationsdienst, een personeelsvertrek, waterreservoir, draaischijf, kolenopslagplaats en drie seinhuizen. In deze tijd had het station zo'n 100 medewerkers.
Op 11 november 1918 kwam de gevluchte Duitse keizer Wilhelm II aan op Station Maarn. Van daaruit vertrok hij naar Kasteel Amerongen.
Op 16 mei 1972 werd het nieuwe station geopend. Het station was zo'n anderhalve kilometer in de richting van het dorp opgeschoven. Gelijktijdig met deze verplaatsing werd het nabijgelegen station Maarsbergen gesloten. Het oude stationsgebouw is lang gebruikt als trainingsschool voor honden van de spoorwegpolitie. Later is er een kunstenaar gaan wonen.
In 2020 werden de perrons vernieuwd en verbreed tot 3,90 m. Ook werd het perronmeubilair (abri's, bankjes en prullenbakken) vernieuwd alsmede de trapopgang en hellingbaan.
Volgens de Rail 21 plannen zou station Maarn de IR-snelnet-status krijgen. De geplande spoorverdubbeling tussen Utrecht en Arnhem is evenwel nooit gerealiseerd.

## Afbeeldingen

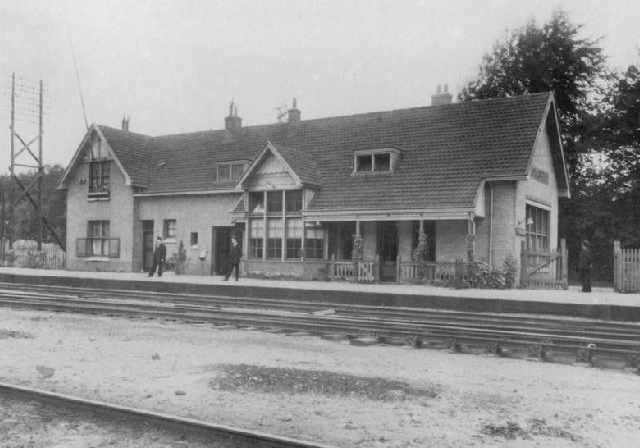
Station Maarn omstreeks 1910
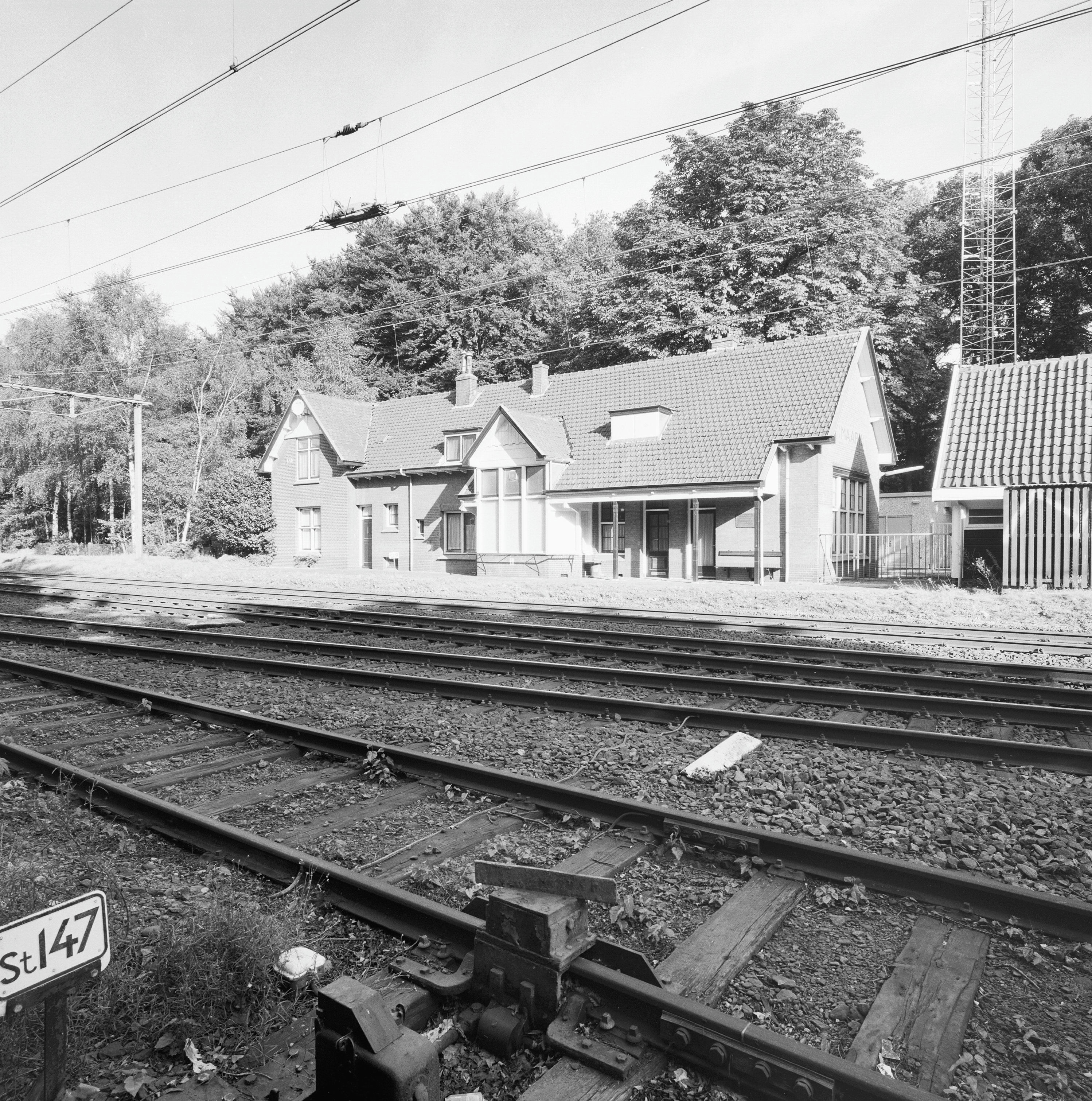
Station Maarn perronzijde in 1997.
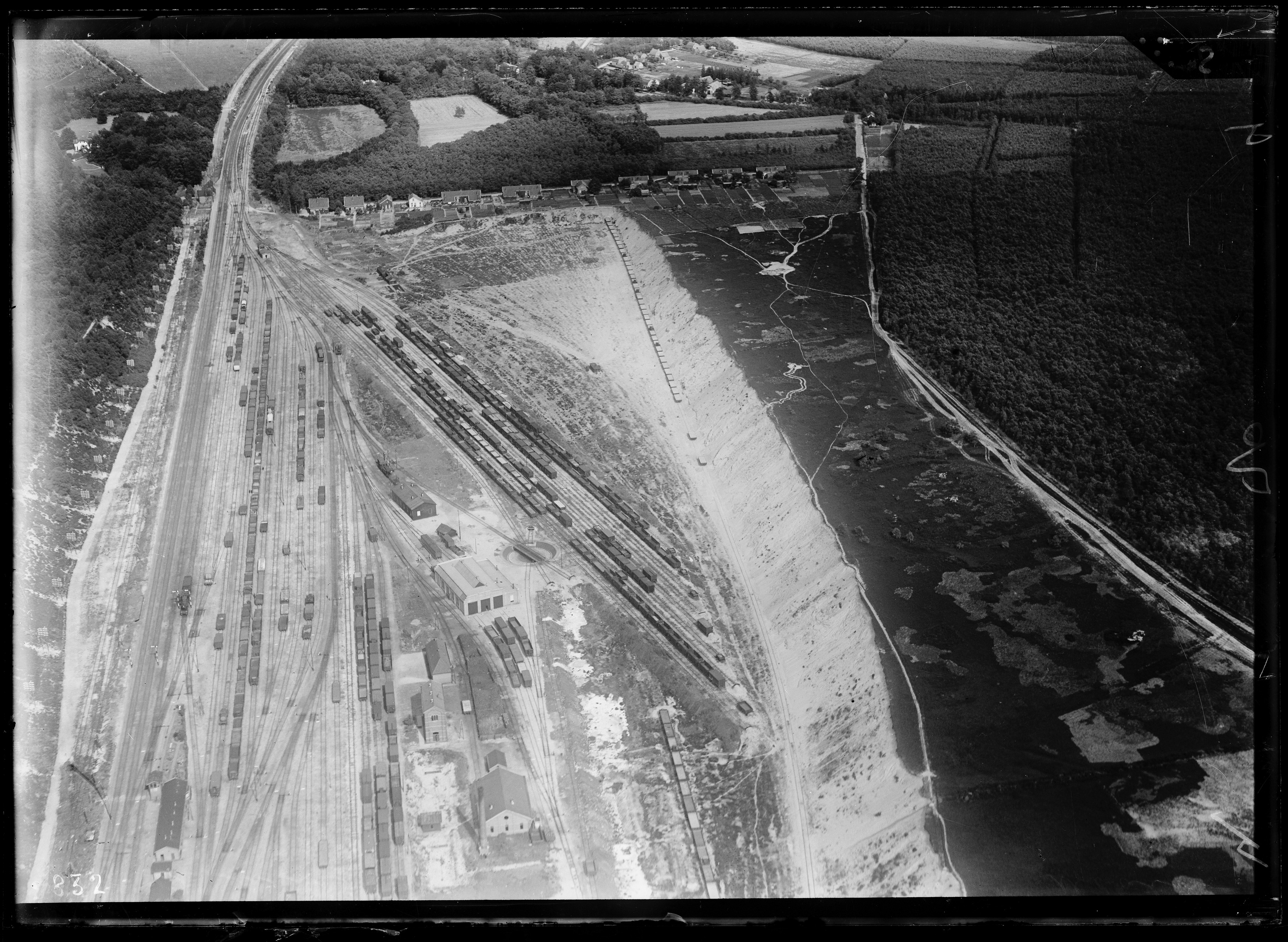
Luchtfoto van het rangeerterrein in de periode 1920-1940.
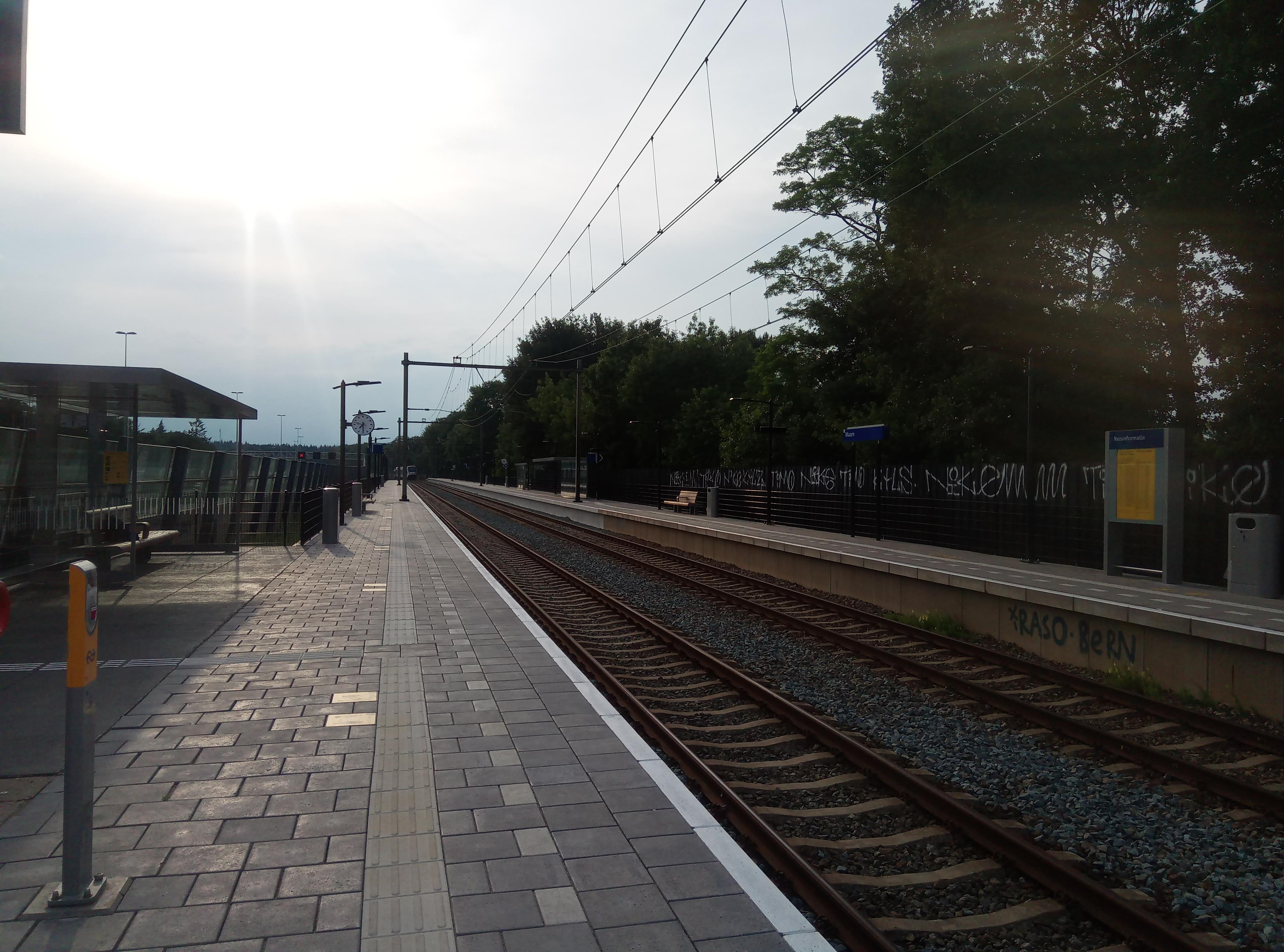
Perrons in 2020
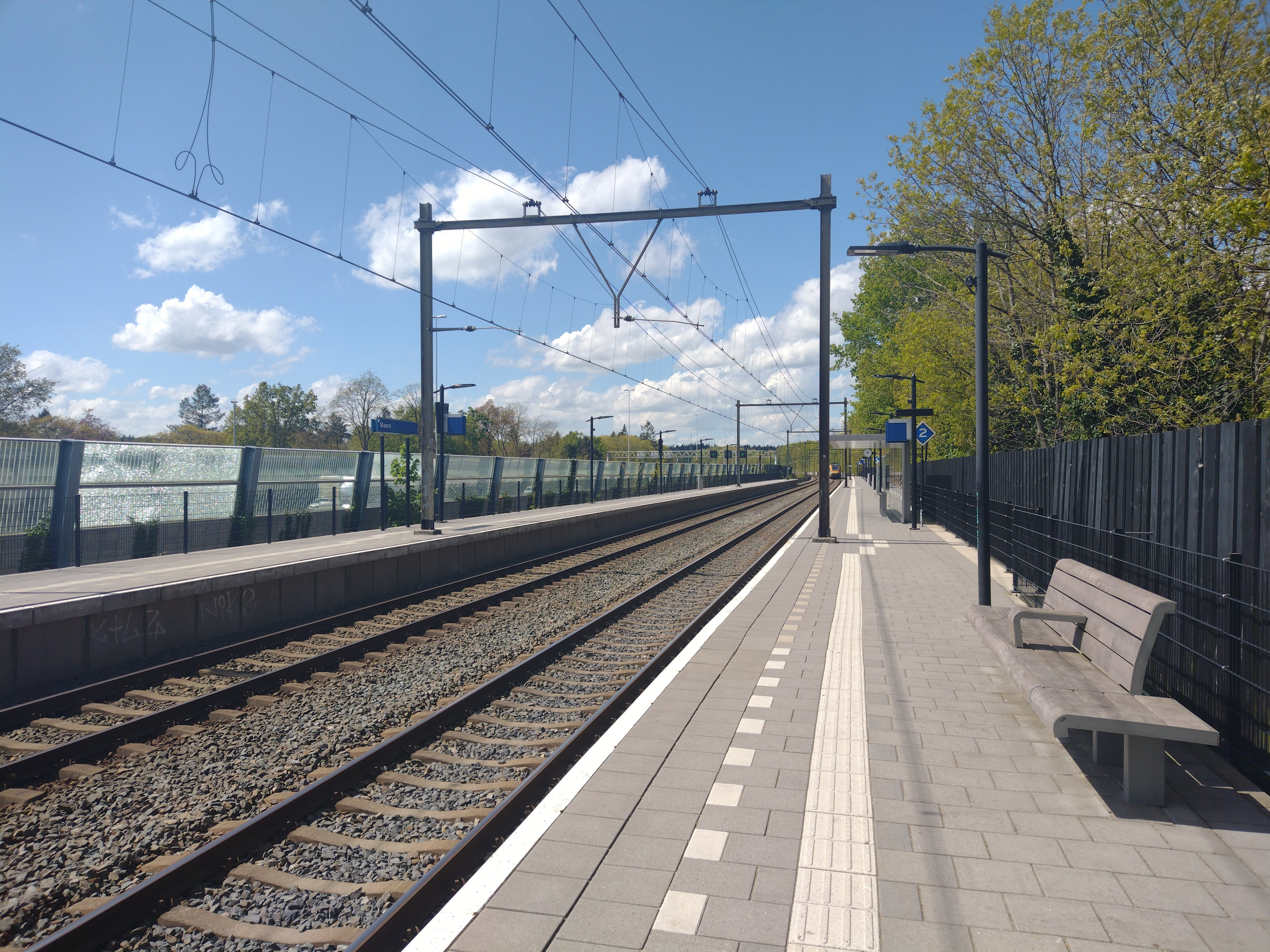
Perrons in 2024

## Treinverbindingen
De volgende treinserie stopt in Maarn:
| Serie | Treinsoort    | Route                                                                                 | Bijzonderheden |
| ----- | ------------- | ------------------------------------------------------------------------------------- | -------------- |
| 7300  | Sprinter (NS) | Breukelen – Utrecht Centraal – Driebergen-Zeist – Maarn – Veenendaal Centrum – Rhenen |                |

## Ontwikkeling aantal reizigers
Het aantal door NS vervoerde reizigers (per gemiddelde werkdag) ontwikkelde zich sedert 2019 als volgt:
| Jaar | Aantal reizigers |
| ---- | ---------------- |
| 2019 | 1.786            |
| 2020 | 773              |
| 2021 | 813              |
| 2022 | 1.211            |
| 2023 | 1.452            |
| 2024 | 1.403            |

0: Amsterdam Centraal · 
1: Amsterdam Muiderpoort · 
2: Amsterdam Weesperpoort · 
3: Amsterdam Amstel · 
4: Duivendrecht · 
6: Amsterdam Arena (stadionhalte) ·
6: Amsterdam Bijlmer ArenA · 
9: Amsterdam Holendrecht ·
11: Abcoude · 
16: Vreeland · 
19: Nieuwersluis-Loenen · 
23: Breukelen · 
28: Maarssen · 
33: Utrecht Zuilen · 
35: Utrecht Centraal · 
37: Jeremiebrug · 
37: Utrecht Vaartsche Rijn · 
38: Houtenschepad · 
39: Meerveldscheweg · 
40: Vechten · 
42: Bunnik · 
47: Driebergen-Zeist · 
50: Driebergen-Austerlitz · 
53: Maarn (oud) · 
54: Maarn · 
57: Maarsbergen · 
62: Heuvelsche Steeg · 
68: Veenendaal-De Klomp · 
75: Ede-Wageningen · 
80: Buunderkamp · 
84: Wolfheze · 
88: Oosterbeek · 
92: Arnhem Centraal · 
93: Arnhem Velperpoort · 
96: Fort Westervoort · 
97: Oostzijde Brug · 
98: Westervoort · 
101: Duiven · 
105: Groessen · 
106: Zevenaar · 
111: Babberich · 
115: Elten
Abcoude · 
Amersfoort:
-Centraal · 
-Schothorst · 
-Vathorst · 
Baarn · 
Bilthoven · 
Breukelen · 
Bunnik · 
Den Dolder · 
Driebergen-Zeist · 
Hoevelaken · 
Hollandsche Rading ·
Houten · 
-Castellum · 
Leerdam · 
Maarn · 
Maarssen · 
Rhenen · 
Soest · 
-Zuid · Soestdijk · 
Utrecht:
-Centraal · 
-Leidsche Rijn · 
-Lunetten · 
-Maliebaan · 
-Overvecht · 
-Terwijde · 
-Vaartsche Rijn · 
-Zuilen · 
Veenendaal: 
-Centrum · 
-West · 
Vleuten · 
Woerden
Voormalige stations: zie de lijst van voormalige spoorwegstations in Utrecht